# يمامة أرضية تونغوية
اليمامة الأرضية التونغية (Pampusana stairi)، والمعروفة أيضًا باسم اليمامة الأرضية الخجولة أو اليمامة الأرضية الأليفة، هي نوع من الطيور تتبع فصيلة الحمامية. توجد في ساموا الأمريكية وفيجي وساموا وتونغا وجزر واليس وفوتونا. موئلها الطبيعي هو الغابات المنخفضة الرطبة شبه الاستوائية أو الاستوائية. إنها مهددة بخسارة موائلها.
كان هذا النوع سابقًا ضمن جنس Alopecoenas Sharpe، 1899، لكن غُيير اسم الجنس في 2019 إلى ،Pampusana Bonaparte 1855 لأن هذا الاسم هو الذي لهُ الأولوية ليكون ممثلًا للجنس.

## روابط خارجية
- BirdLife Species Factsheet.